# Ageleradix
Ageleradix is een geslacht van spinnen uit de  familie van de Agelenidae (trechterspinnen).

## Soorten
- Ageleradix cymbiforma (Wang, 1991)
- Ageleradix otiforma (Wang, 1991)
- Ageleradix sichuanensis Xu & Li, 2007
- Ageleradix schwendingeri Zhang, Li & Xu, 2008
- Ageleradix sternseptum Zhang, Li & Xu, 2008
- Ageleradix zhishengi Zhang, Li & Xu, 2008